# Literatur auf der Parkbank

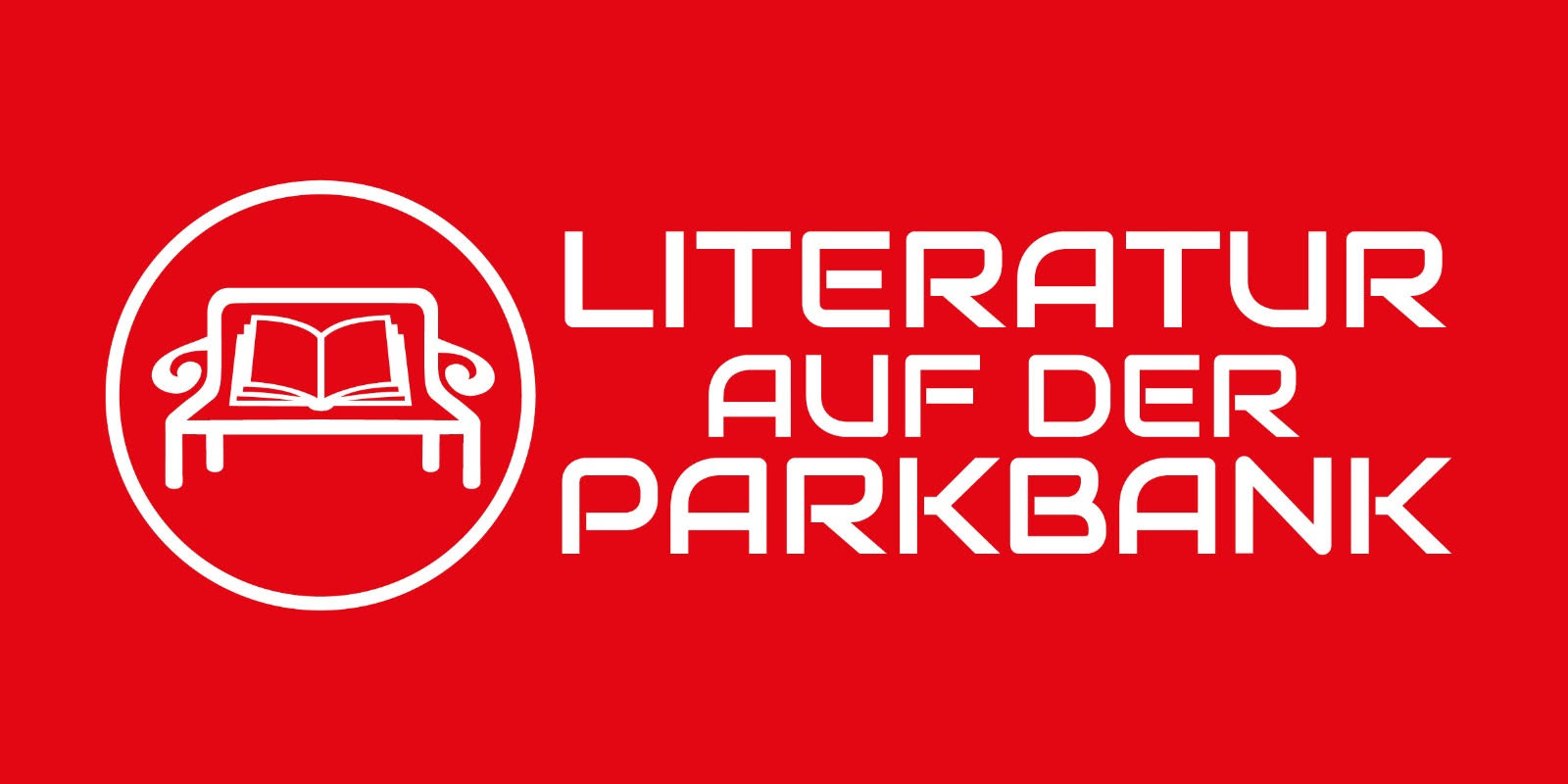

Literatur auf der Parkbank ist ein nichtkommerzielles Literaturfestival, das seit 2019 jährlich im Sommer stattfindet. Der Eintritt ist für alle Besucher kostenlos. Ausgerichtet wird es von Raumeroberer – Verein zur Förderung der Literatur im öffentlichen Raum e.V. Die Idee stammt von Eckhard Hündgen, der dem Verein als Vorsitzender vorsteht. Weitere Vorstandsmitglieder sind Rolf S. Wolkenstein und Katrin Werlich. Das erste Mal fand das Festival 2019 im Berliner Tiergarten statt, 2020 setzte es wegen der Corona-Pandemie aus. Seit 2021 wird es jährlich in Cottbus veranstaltet.

## Beschreibung
Das zweitägige, an einem Wochenende stattfindende Open-Air-Lesefestival nutzt öffentlich zugängliche Parkanlagen als niedrigschwellige Veranstaltungsorte und bietet den zuletzt etwa 30 eingeladenen (Buch-)Autoren und Autorinnen die Möglichkeit, auf den vorhandenen Parkbänken oder speziell eingerichteten Leseorten aus ihren Büchern und Texten vorzulesen und mit den Zuhörenden in direkten Kontakt zu treten. Das Tagesprogramm wird ergänzt durch ein literarisches und musikalisches Rahmenprogramm, unter anderem durch eine Poetry Night am Samstagabend.

## Jährlich wechselndes Motto
Literatur auf der Parkbank steht seit 2021 jährlich unter einem neuen Motto. Seit 2022 wird die literarische, historische, gesellschaftliche und politische Beziehung zweier Bundesländer ausgelotet. Die teilnehmenden Autoren widmeten sich seitdem in ihren Erzählungen und Texten den jeweils genannten Regionen oder hatten dort ihren Wohnsitz. 2021 lautete das Motto „Blickpunkt Brandenburg“. In Folge erweiterte sich das Motto: 2022 lautete es „Blickpunkt Brandenburg & Sachsen“, 2023 „Blickpunkt Brandenburg & Berlin“.

## Autoren
Seit Beginn des Festivals waren über 140 Autoren beteiligt. Auf den Parkbänken lasen unter anderem: Daniela Dahn, Wolfgang de Bruyn, Heike Geißler, Rainald Grebe, Kerstin Hensel, André Herzberg, Grit Lemke, Peggy Mädler, Manfred Maurenbrecher, Manja Präkels, Antje Rávik Strubel, Lukas Rietzschel, Moritz Rinke, Peter Schneider, Julia Schoch, Jens Sparschuh, John von Düffel und Judith Zander.

## Veranstaltungsort in Cottbus

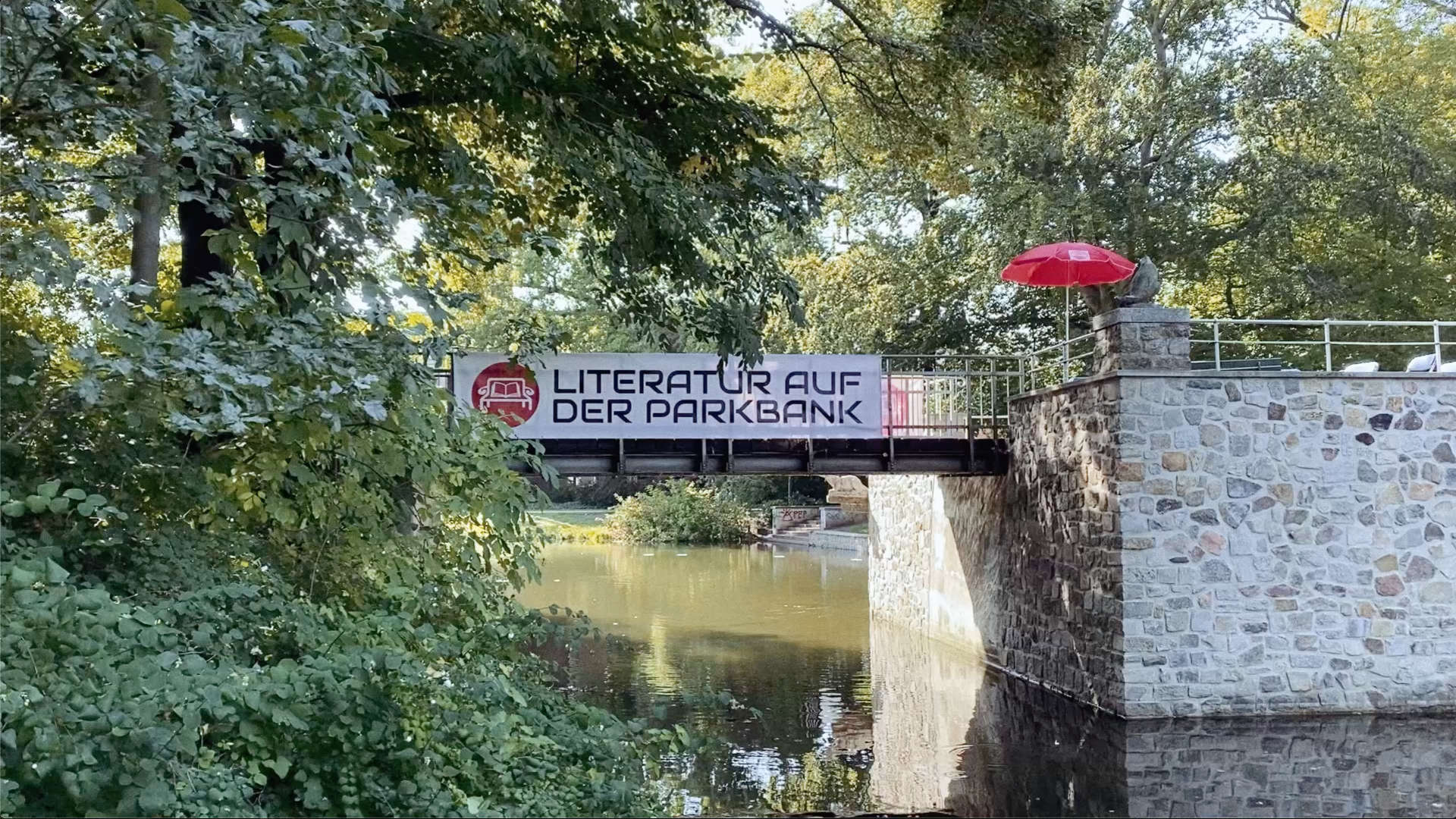

An beiden Festivaltagen wird der Goethepark sowie der direkt angrenzende Carl-Blechen-Park genutzt. Die Standorte der Lesebänke und ihre Belegung werden unmittelbar vor der Veranstaltung auf der jährlich neu erstellten Webseite des Festivals veröffentlicht. Auch die Terrasse und das Umfeld des Brandenburgischen Landesmuseums für moderne Kunst (BLMK), das am Goethepark liegt, wird genutzt. Am dort platzierten Lesetisch sind Bücher der beteiligten Autoren erhältlich.
Der Goethepark in Cottbus liegt in unmittelbarer Nähe der historischen Altstadt und ist die älteste Parkanlage der Stadt. Sie wurde 1895 als Stadtpark auf dem einst sumpfigen Gelände der Mühleninsel angelegt und wird von drei Seiten von der Spree eingefasst. Durch den Blechensteg ist sie mit dem östlich gelegenen Carl-Blechen-Park verbunden. Auf dem Gelände des Goetheparks befindet sich das 1926/27 erbaute Dieselkraftwerk, das seit 2008 das Brandenburgische Landesmuseum für moderne Kunst beherbergt.

## Poetry Night
2022 und 2023 wurde das tägliche Rahmenprogramm am Samstagabend durch die sogenannte Poetry Night ergänzt. Auf der Terrasse des BLMK trugen zehn überwiegend junge Autoren ihre Texte vor. Dabei stammten fünf aus Brandenburg, weitere fünf aus dem thematisch jeweils assoziierten Bundesland. Die Veranstaltung wurde kuratiert von Matthias Heine, der die Lesebühne Cottbus leitet, sowie seit 2023 von Wolf Hogekamp, Mitglied der Berliner Lesebühne Spree vom Weizen. Auch hier war der Eintritt kostenlos.

## Unterstützer
Raumeroberer e.V. veranstaltet das Festival in Kooperation mit der Stadt Cottbus, dem Brandenburgischen Landesmuseum für moderne Kunst und dem Brandenburgischen Literaturrat e.V. Das Lesefestival wird finanziell gefördert vom Deutschen Literaturfonds sowie Neustart Kultur der Bundesbeauftragten für Kultur und Medien (BKM). Als Medienpartner unterstützte rbb Antenne Brandenburg 2022 das Festival, 2023 dann rbb radioeins sowie das Veranstaltungsmagazin hermann.

## Rezeption
Die taz widmete dem Festival 2023 eine ausführliche Reportage, in der die Autorin Susanne Messmer die gut beobachtbare Nähe zwischen Autoren und Besuchern hervorhob, insbesondere in den Pausen zwischen den Lesungen. „In den Gesprächen dazwischen herrscht großes Mitteilungsbedürfnis“, schrieb die Autorin. Immer wieder werde die in der Region extrem aktive rechte Szene thematisiert, der das Festival jedoch „ein anderes, bunteres Cottbus“ entgegensetze. Die Atmosphäre im Park fördere diese Offenheit im gegenseitigen Austausch. „Die Idee des Festivals, in entspannter Atmosphäre Literatur zu hören und darüber zu sprechen und die gute alte andachtsvolle Autoren-Lesung für alle zu öffnen, funktioniert auch dort, wo es nicht so direkt politisch zugeht.“
Auch ZEIT Online bezog sich in ihrem Resümee im Juni 2023 auf die politische Dimension des Festivals und den Aktualitätsbezug vieler Autoren. „In ihren Texten widmeten sie sich unter anderem Themen wie dem Ukraine-Krieg, hohen Mietpreisen, es ging um Geflüchtete und den Rechtsruck in Teilen der Gesellschaft.“
Die Lausitzer Rundschau zeigte sich 2022 vor allem von der Poetry Night angetan: „Wunderbar, dass dabei auch viele junge Autoren aus der Region zu Wort kommen, die sich in der Literaturwerkstatt des Cottbuser Gladhouses ausprobieren.“
Auch auf Seiten der beteiligten Autoren fiel die Resonanz durchgängig positiv aus. Die Veranstalter dokumentierten 2023 einige Kommentare in einem Video.
Das Festival zählt einige Tausend Besucher. Genaue Zahlen lassen sich schwer erheben, da es mangels Eintrittskarten hierzu nur Schätzungen gibt.